# 紅蓮 (DOESの曲)
「紅蓮」（ぐれん）は、日本のバンド、DOESの14作目のシングルである。2014年7月2日発売。発売元はキューンミュージック。

## 概要
前作から約1年8か月ぶりのリリースとなった本作は、テレビ東京系『NARUTO -ナルト- 疾風伝』オープニング・テーマ。初回限定生産盤はDOES盤として「遠くまで」と表題曲のプロモーションビデオを収録したDVD付き、通常盤はNARUTO盤として当アニメの描き下ろしスリーブジャケット付き。
表題曲を制作した氏原ワタルは原作を読んで制作に挑んだという。

## 収録曲
1. 紅蓮
作詞・作曲：氏原ワタル
2. 砂嵐
作詞・作曲：氏原ワタル
3. フューチャーボーイ
作詞・作曲：赤塚ヤスシ[3]

DVD
1. 遠くまで
作詞・作曲：氏原ワタル
2. 紅蓮